# Tim Squyres
Tim Squyres (Wenonah, Nova Jérsei, 29 de março de 1959) é um montador americano. Como reconhecimento, foi nomeado ao Oscar 2013 na categoria de Melhor Edição por Life of Pi.